# Gimcheon
Gimcheon est une ville du Gyeongsang du Nord, en Corée du Sud. Elle est desservie par l'autoroute Gyeongbu et la ligne ferroviaire Gyeongbu qui relient Séoul et Pusan.

## Subdivisions administratives
Les régions périphériques de Gimcheon sont divisées en quatorze cantons (myeon) et une ville (eup). En outre, le centre-ville est divisé en sept quartiers (dong).
| Nom romanisé          | Type     | Nom hangeul | Nom hanja  |
| --------------------- | -------- | ----------- | ---------- |
| Apo-eup               | ville    | 아포읍      | 牙浦邑     |
| Nongso-myeon          | canton   | 농소면      | 農所面     |
| Nam-myeon             | canton   | 남면        | 南面       |
| Gaeryeong-myeon       | canton   | 개령면      | 開寧面     |
| Gammun-myeon          | canton   | 감문면      | 甘文面     |
| Eomo-myeon            | canton   | 어모면      | 禦侮面     |
| Bongsan-myeon         | canton   | 봉산면      | 鳳山面     |
| Daehang-myeon         | canton   | 대항면      | 代項面     |
| Gamcheon-myeon        | canton   | 감천면      | 甘川面     |
| Joma-myeon            | canton   | 조마면      | 助馬面     |
| Guseong-myeon         | canton   | 구성면      | 龜城面     |
| Jirye-myeon           | canton   | 지례면      | 知禮面     |
| Buhang-myeon          | canton   | 부항면      | 釜項面     |
| Daedeok-myeon         | canton   | 대덕면      | 大德面     |
| Jeungsan-myeon        | canton   | 증산면      | 甑山面     |
| Jasan-dong            | quartier | 자산동      | 紫山洞     |
| Pyeonghwa Namsan-dong | quartier | 평화남산동  | 平和南山洞 |
| Yanggeum-dong         | quartier | 양금동      | 陽金洞     |
| Daesin-dong           | quartier | 대신동      | 大新洞     |
| Daegeok-dong          | quartier | 대곡동      | 大谷洞     |
| Jijwa-dong            | quartier | 지좌동      | 智佐洞     |
| Yulgok-dong           | quartier | 율곡동      | 栗谷洞     |

## Personnalités liées
- Kim Yeonsu (1970-), écrivain

## Jumelages
- Gangbuk-gu (Corée du Sud)
- Gunsan (Corée du Sud)
- Nanao (Japon)
- Chengdu (Chine)